# Bukovec, Domažlice
Bukovec là một làng thuộc huyện Domažlice, vùng Plzeňský, Cộng hòa Séc.